# Cedicoides maerens
Espèce
Synonymes
- Cedicus maerens Simon, 1889

Cedicoides maerens est une espèce d'araignées aranéomorphes de la famille des Desidae.

## Distribution
Cette espèce est endémique du Turkménistan.

## Description
La femelle holotype mesure 10,5 mm.
Le mâle décrit par Fet en 1993 mesure 7,4 mm et la femelle 7,3 mm

## Systématique et taxinomie
Cette espèce a été décrite sous le protonyme Cedicus maerens par Simon en 1889. Elle est placée dans le genre Cedicoides par Marusik et Guseinov en 2003.

## Publication originale
- Simon, 1889 : « Arachnidae transcaspicae ab ill. Dr. G. Radde, Dr. A. Walter et A. Conchin inventae (annis 1886-1887). » Verhandlungen der kaiserlich-königlichen zoologisch-botanischen Gesellschaft in Wien, vol. 39, p. 373-386 (texte intégral).